# Pyrinia prusiasaria
Pyrinia prusiasaria là một loài bướm đêm trong họ Geometridae.